# 9408 Haseakira
9408 Haseakira este un asteroid din centura principală, descoperit pe 20 ianuarie 1995, de Takao Kobayashi.